# Erythrina falcata
Erythrina falcata,   sui yva,  ceibo de monte, cuñurí, pisonay, sin. Corallodendron falcatum (Benth.) Kuntze, Erythrina crista-galli L. var. inermis Speg., Erythrina martii Colla)  es una especie botánica de árbol maderable,  nativo de la Mata Atlántica de Brasil, Argentina, Bolivia, Paraguay y Perú. También es una especie usada como medicinal y  ornamental, muy atractiva para las aves.

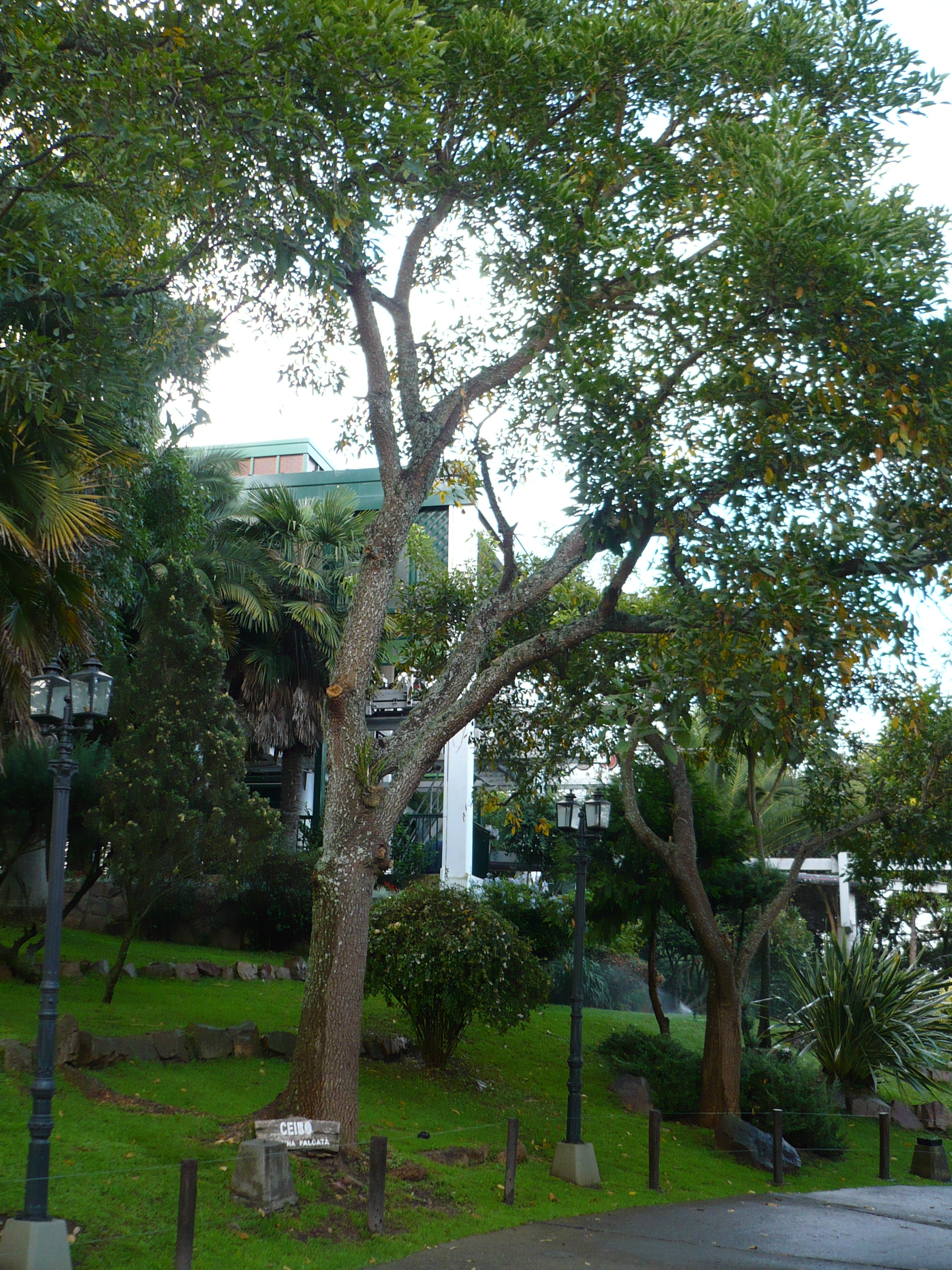
Vista del árbol

## Ecología
Existe básicamente en la cuenca del río Paraná, y su distribución es irregular:  abunda en algunos sitios y escasea en otros. Prefiere áreas húmedas y arcillosas.

## Descripción
Es un árbol que alcanza entre 10 y 30 m de altura; el tronco es cilíndrico, de 35 a 80 cm de diámetro, con corteza de color grisáceo. Hojas compuestas, alternas y trifolias; pecíolo de 7 a 15 cm de longitud; láminas de 3 a 15 cm de largo por 2 a 10 cm de ancho. Inflorescencia en racimos de 10 a 30 cm con 10 flores hermafroditas de 2 a 3,5 cm de ancho, con un pétalo grande y 4 angostos. Fruto en vaina, color marrón oscuro, de 10 a 25 cm de longitud por 2 a 3, 5 cm de ancho, con 3 a 15 semillas.

## Toxicidad
Las partes aéreas de las especies del género Erythrina pueden contener alcaloides, tales como la eritralina y la erisodina, cuya ingestión puede suponer un riesgo para la salud.

## Usos y toxicidad
La madera se usa poco en Argentina y en Paraguay. Sin embargo, sus flores son muy llamativas, con un alto valor ornamental. Se plantan en las calles.
Las partes aéreas de las especies del género Erythrina pueden contener alcaloides, tales como la eritralina y la erisodina, cuya ingestión puede suponer un riesgo para la salud.
Corteza, ramitas y semillas son venenosas. Contienen el alcaloide hiporifina, que los originarios utilizaban como droga sedativa y para entorpecer a los peces.[cita requerida]

## Taxonomía
Erythrina falcata fue descrita por George Bentham y publicado en Flora Brasiliensis 15(1B): 172. 1859.
Etimología
Erythrina: nombre genérico que proviene del griego ερυθρóς (erythros) = "rojo", en referencia al color rojo intenso de las flores de algunas especies representativas.
falcata: epíteto latino que significa "con forma de hoz".
Sinonimia
- Corallodendron falcatum (Benth.) Kuntze
- Erythrina crista-galli var. inermis Speg.
- Erythrina martii Colla[8]